# Zoboki Gábor
Zoboki Gábor (Budapest, 1963. január 24. –) Kossuth- és Ybl-díjas magyar építészmérnök, egyetemi tanár. Legismertebb tervezői munkái közé tartozik a budapesti Müpa, a Richter Gedeon-ház, a sencseni Nanshan Kulturális és Sportközpont. Munkáit több ízben építészeti nívódíjjal és FIABCI-díjjal (Nemzetközi Ingatlanszövetség) tüntették ki.
A Magyar Művészeti Akadémia rendes tagja, a Magyar Építőművészek Szövetségének alelnöke, a ZDA-Zoboki Építésziroda alapító-tulajdonosa. A Pécsi Tudományegyetem tanára 2014 óta.

## Életpályája
Ars poeticája szerint az építésznek „polihisztornak kell lennie, mindenhez értenie kell egy kicsit, állandóan új szakmákat tanul. Ha kórházat tervez, akkor például orvos, tudnia kell, mi zajlik egy műtét közben, hogy egy jó műtőt képes legyen összerakni. Ugyanígy, ha hangversenytermet épít, akkor operaénekes, ha lakást, akkor az a családtag, aki még meg se született. Nem esztétizálunk egész nap, hanem szigorú törvények szerinti alkalmazott művészetet kell művelnünk. Ha egy lakásban az ember nem fér be a mosdó és a mosógép közé, akkor nem a művészeti problémák jutnak eszünkbe.”
A mérnök-orvos-bölcsész családból származó Zoboki Gábor életpályáját átszövi a zeneművészet iránti rajongása. Egyetemista éveiben építésztanulmányait megszakítva a budapesti Liszt Ferenc Zeneakadémia zenetudós, karmester szakára is beiratkozott, végül nagybátyja, Csics Géza építész hatására visszatért a Műegyetemre, ahol 1988-ban szerezte meg építészmérnöki diplomáját.
Pályafutását kezdettől fogva nagy léptékű, összetett feladatok jellemzik. 1988-ban, az egyetem elvégzése után az akkori nagy tervezőintézetek egyikében, a KÖZTI-ben kezdett dolgozni. Zalaváry Lajos a diplomamunkáját látva hívta meg műtermébe, ahol nagy volumenű munkák – többek között az egyik első budapesti irodaház, az East-West Center Astoria sarkán álló épülete – kapcsán nyílt alkalma a szakmagyakorlás alapvető fogásainak elsajátítására. Az Ybl- és Kossuth-díjas Zalaváry mesterként meghatározó befolyást gyakorolt a fiatal építész szakmai szemléletére. Kooperatív hajlama, kommunikációs készsége, a társművészetek iránti nyitottsága, kulturális igényessége példa volt számára, és egyben megerősítése annak az iránynak, amelyet mint követendő pályát magának is kijelölt.
1990–92 között végezte a Mesteriskolát, ahol Turányi Gábor volt a mestere, aki egy másik utat, az építészet belső tartalmát a végsőkig kutató alkotó attitűdjét hozta számára átélhető közelségbe. 1992–97 között a BUVÁTI-ban dolgozott építész tervezőként, a BUVÁTI égisze alatt, Turányi munkatársaként vett részt az 1996-os expó magyar pavilonja terveinek elkészítésében, amely elnyerte a tervpályázat I. díját. A KÖZTI és a BUVÁTI műhelyeiben ismerte meg későbbi alkotótársait, Turi Zoltánt, Oláh Évát és Silvester Csabát, akik a mai napig irodája meghatározó személyiségei.
Mintegy tíz éves tervezőintézeti gyakorlat után, sok kortársához hasonlóan önálló praxis építésébe fogott. 1998-ban ismerte meg az amerikai születésű, magyar származású Demeter Nórát, aki építész tanulmányai során ösztöndíjjal került első ízben Budapestre. Közösen alapították meg 1998-ban a ZDA – Zoboki Demeter és Társaik Építészirodát (Zoboki Demeter&Associates), amely Demeter Nóra 2015-ös önállósulása óta ZDA–Zoboki Design&Architecture Építésziroda néven működik, és megalakulásától fogva az ország egyik legjelentősebb építészeti alkotóközössége.
Doktori fokozatát 2008-ban szerezte meg a Pécsi Tudományegyetemen építőművészetből, majd 2012-ben habilitációt is szerzett a Pollack Mihály Műszaki Kar Breuer Marcell Doktori Iskolájában.[forrás?]
Zoboki Gábor munkamódszerére a személyiségéből fakadó komplex megközelítés jellemző: az építész tevékenységét egy nagyobb rendszer elemeként értelmezi, és ez az igényes komplexitás az iroda sikereinek záloga. Ennek köszönhető, hogy a ZDA a hazai irodák közül elsőként tudott hasonló nagyságrendben bekapcsolódni a nemzetközi tervezési gyakorlatba is.
Az építész közszereplő státuszát is fontosnak tartó Zoboki Gábor minden nyilvános megszólalása alkalmával hangsúlyozza a munkák hátterében dolgozó csapat jelentőségét, a ZDA munkáiban az egyes szakterületek legjobbjai vesznek részt társtervezőként, vagy társművészetek alkotóiként. A komplex szemlélet áthatja az építészeti tervezés egész folyamatát, a rendelkezésre álló anyagi források maximálisan igényes építészeti minőség létrehozására fordítódnak. Zoboki a megbízót teljes értékű partnernek tekintve, igényeit respektálva és elemezve mindig olyan építészeti megoldásra tesz javaslatot, amely a kreatív építészeti vízión és a műszaki feltételrendszer magas szintű kielégítésén túl a feladatoknak a gazdasági és az egyetemes kultúrába ágyazott szempontjait is érvényesíti.
Zoboki Gábor munkáiban – pozitív alkotó személyiségének köszönhetően – az építés gyermeki eufóriája köszön vissza, amely közéleti elhivatottsága révén mindig párosul a környezet – nem csak a természeti, hanem a kulturális közeg – iránti felelősséggel. Személyében az építész, mint társadalmi szereplő jelenik meg a nyilvánosság előtt, aki sokoldalú műveltsége, a kultúra más területeivel ápolt intenzív kapcsolata révén képes az építészeti feladatokat szélesebb kontextusba ágyazva kezelni, és az építést a társadalom szolgálatába állítani.

## Kiemelkedő művei

### Kulturális komplexumok

#### MÜPA
A ZDA profilját a városi léptékű gondolkodás, az összetett igényekre készülő, felső kategóriás középületek tervezése jellemzi. Zoboki Gábor pályájának eszmei csúcspontját az iroda alapítása után elsőként megépült nagyszabású munka, a világviszonylatban is jegyzett hangversenyteremmel büszkélkedő Budapesti Művészetek Palotája, a MÜPA (2005) jelenti. Budapest első, a rendszerváltás után közcélú kulturális beruházásaként megépült komplexuma kitágította a magyar zenei élet nemzetközi horizontját. A Duna-parti épület kedvezőtlen városi pozíciója, nehéz megközelíthetősége ellenére is a város kulturális életének megkerülhetetlen szellemi centrumává vált, az évente megrendezett Wagner-napoknak köszönhetően pedig Budapest a nemzetközi zenei élet élvonalába került.
A közel 1700 férőhelyes koncerttermet, 450 férőhelyes színházteret és 12 000 m² múzeumot befogadó, a szükséges kiszolgáló területekkel összesen bruttó 70 000 m² alapterületű épület elnyerte az építész szakma legnagyobb elismerését, az ingatlanfejlesztési Oscar-díjként számon tartott „FIABCI Prix d’Excellence” díjat 2006-ban, egy évvel később pedig a FIABCI közönségdíját. A MÜPA az az alkotás, amely szintetizálja mindazt, ami Zoboki alkotó módszerét jellemzi, és egyben az építész személyes küldetésének kiteljesedése is. A Müpához fűződő mély, érzelemteli viszonyáról egy interjúban azt mondta: „zenész szerettem volna lenni, s bár nem lettem az, tizenöt esztendeje építészként készíthettem egy új hangszert Budapesten. (…) A Müpa a szenvedélyem és a szakmám találkozása, különleges szimbiózis, ami ritkán adatik meg egy építésznek.
Az épület szíve a Bartók Béla Nemzeti Hangversenyterem, amelynek világviszonylatban is kiemelkedő akusztikáját a világklasszis – azóta elhunyt – akusztikus, Russel Johnsson jegyzi, és amelynek kialakításában az építész a legnívósabb technikai megoldásokat és közreműködőket alkalmazta. A derűs és élénk belsőépítészeti kialakítás szigorúan kötött műszaki megoldásokat takar, Jovánovics György falplasztikái akusztikai funkciót is betöltenek. A környezet zajterhelése miatt a terem – ahogy a kisebb színházterem is – az épület tartószerkezetétől teljesen független dobozszerkezettel készült, hatalmas acélrugókon nyugszik. A doboz jelleget hangsúlyozza a közös előcsarnokba plasztikusan betüremkedő, fával burkolt tömeg, amely magként rejti a nézőteret a nagy üvegfelületekkel, és a szintek közti izgalmas átlátásokkal megnyitott épületbelsőben. A térbeli elkülönülés kifejezi a terem eszmei funkcióját: a hétköznapok nyüzsgéséből a művészet saját aurával bíró, zárt terébe érkezünk. A dunai panorámás előcsarnok nyitott teréből puha, sötét tónusú anyagokkal burkolt, szűk keresztmetszetű átjárók vezetnek a zene születésének misztikus, tágas és derűs templomába. Az alapozásában Solti György hamvait rejtő épület a modern technika minden vívmányát magas szinten felvonultató építész tiszteletadása a magyar zeneművészetnek, és egyúttal olyan építészeti tett, amely a 21. század pozitív arcát hozza testközelbe Budapest lakói számára.

#### Sencsen új kulturális központja
A MÜPA építésének tanulságait a ZDA számos – elsősorban külföldre készült kulturális komplexum tervében hasznosította és fejlesztette tovább. Közülük kiemelkedik a Sencsen város Nanshan kerületének új kulturális központja (2014). A hagyományos kínai operaelőadások és gyerekszínházi előadások megtartására is alkalmas terem a műszaki megoldások terén jelentős továbblépés és tapasztalat az iroda által tervezett többfunkciós termek sorában. A teljes egészében mozgatható álmennyezet, és a változtatható színpadméret révén az akusztikai színvonal és flexibilitás Kínában addig ismeretlen színpadi minőséget hozva létre. A kínai felkérésre kifejezetten a budapesti MÜPA mintájára, hasonló téri koncepcióval készült épület építészeti gesztusaival reflektál a helyi hagyományokra: üvegezett többszintes előcsarnokában a kínai operajátszás hatalmasra nagyított piros és kék maszkjai rejtik a termeket. A homlokzaton megjelenő fémburkolat egyedi tervezésű alumínium elemekből épül fel, és hártyaként lebeg az élénkvörös színűre festett homlokzat előtt.

#### Felújítások
Kisebb léptékű, de Budapest kulturális életében nem kevesebb jelentőségű munka az Erkel Színház felújítása (2013). A főváros legnagyobb nézőterű színházának korszerűsítése során komoly műszaki és anyagi korlátok közt kellett a megcélzott funkciót – az operajátszás népszerűsítését, és egy nagy befogadóképességű, színvonalas színházi üzem létrehozását – teljesíteni. A bejárati előlépcső beüvegezésével az épület nagyvonalú főhomlokzatot kapott, amely karakterében őrzi az épület modernista stílusjegyeit. Az operajátszás műszaki feltételeinek javítását a színpad műszaki berendezéseinek korszerűsítése és a kiszolgáló blokk megújítása jelentette. A közönségforgalmi terek komfortjának emelésében ismét nagy szerepet játszanak a tudatos koncepció mentén, bátran alkalmazott színek: a nézőtér Bayreuth mintájára kékesszürke és arany-okker eleganciát kapott, míg az alacsony boltozatos előcsarnok teljes fal- és mennyezetfelületét egyedi, nagy precizitással kivitelezett harlequin-mintás színkompozíció borítja. Az eredetileg nyomott arányú fogadótér így közönségcsalogató, barátságos tartózkodóhellyé vált, amely kifejezi az épület küldetését: a fiatalság és a klasszikus zene kapcsolatának erősítését.
Kulturális célú épületrekonstrukciós tervei közül kiemelkedik a tiszadobi Andrássy kastély műemlék épületének és parkjának kulturális, turisztikai és sportcélú fejlesztésére Balázs Tibor nyíregyházi építész irodájával együttműködve készített koncepcióterve. Első lépésként a kastély háromezer négyzetméter alapterületű épületének és a park épülethez csatlakozó 3 hektáros részének a fejlesztése valósult meg európai uniós támogatással. 
A ZDA legújabb, folyamatban lévő kulturális rekonstrukciós munkája a Magyar Állami Operaház felújítása, amelynek keretében a közművektől a homlokzaton át a műhelyekig mindent felújítanak az Ybl-palotában.
Az iroda tervei alapján 2017-ben készült el a zugligeti Lóvasút végállomásának teljes műemléki felújítása, a pinceszint beépítése és egy új épületrész kialakítása a meglévő műemléki épület mögött. A 150 éves, svájci villa típusú műemléképületet eredeti állapotának megfelelően, a mai kor követelményeihez igazítva építették újjá úgy, hogy láthatóvá váljanak kivételes építészeti értékei.

### Irodaépületek, kutatási célú és ipari építmények
A kulturális komplexumok mellett Zoboki Gábor pályáját számos iroda- és lakóépület is fémjelzi, melyek közül kiemelkedik a jelentős díjakat elnyert Richter Gedeon Gyógyszergyár Kémiai Kutatóépülete (2007) és a Telenor Székház Törökbálinton (2008).
A Richter kutató és iroda funkciókat magában foglaló új kutatóépülete egy távlatilag tervezett irodasáv első egysége, ahol a bonyolult technológiai paramétereknek is megfelelő tér építészeti kialakítása a funkcionalitáson túl szellemiségével is hat a kivételesen magas szinten folyó kutatásokra. Az előcsarnok Möbius-szalagszerűen csavarodó, hófehér gipsz, illetve gipszkarton felülettel kialakított közlekedői dinamikus kontrasztot képeznek a zöld indiai homokkő burkolatú, monolitikus hatású oldalfalakkal. Az üvegfal szerkezeti kialakítása – a tisztán üvegbordás függőleges tartószerkezet és a rejtett pontmegfogásos üvegtábla rögzítés – a szakkivitelező cég egyedi megoldásán alapul. Az organikus és futurisztikus jegyeket egyszerre viselő épületegyüttes kivételes szerkezeti megoldásaival kivitelezési szempontból is a ZDA egyik legmagasabb színvonalú munkája, amelyet 2008-ban Budapest Építészeti Nívódíjával, 2009-ben a FIABCI Hungary Különdíjával, 2010-ben Balin a FIABCI Prix d'Excellence díjával, 2011-ben pedig Oláh Éva, Tóth Zoltán, Zoboki Gábor tervezők megosztva vehették át érte a Pro Architectura díjat.
A törökbálinti Telenor székház zöldmezős területen megvalósult, Magyarországon úttörőnek számító, környezetbarát beruházása a skandináv világcég értékrendjét és technológiáját ülteti át építészeti nyelven a hazai viszonyokra. A kommunikációra épülő kooperatív irodai munka párhuzamos működése egyedi és flexibilis térszervezést, különböző karakterű munkaterek létrehozását követelte. A 9 irodai szárny legyezőszerűen veszi körül a több irányban üvegfalakkal nyíló, üvegezett előcsarnokot, mely az iroda szellemiségének elengedhetetlen részét, az intenzív közösségi életet szolgálja. A tervező az építészet társ-szakmáit is bevonta a humanizált munkahelyi környezet kialakításába: közösségi tereiben és környezetében kiemelt szerephez jutott a kortárs képzőművészet, tájba ágyazottságának köszönhetően pedig a természet közeli munkahely fogalma valódi értelmet nyert. A 21. századi irodai technológiát biztosító Telenor Ház kiemelten környezetbarát gépészeti megoldásokat alkalmaz: geotermikus fűtése révén jelenleg ez Magyarország legnagyobb, megújuló energián alapuló fűtési rendszere.
A távközlési szolgáltató székházáért az építésziroda 2010-ben Építőipari Nívódíjat kapott, 2011-ben elnyerte FIABCI Hungary irodaház kategóriájának fődíját, 2012-ben pedig a FIABCI Prix d’Excellence díját ugyancsak irodaház kategóriában.
A megvalósult irodaházak sorába tartozik a Center Point Irodaház (2005). A 48 ezer négyzetméter alapterületű épület legjelentősebb bérlőinek berendezési terveit is az iroda készítette. A Center Point 2 irodaházért 2006-ban átvehették a CIJ Awards Hungary legjobb irodafejlesztésért járó díját.
Szintén a ZDA készítette a Raiffeisen Bank back office irodájának kialakításának terveit (2007), a Dózsa György úti Spirál Irodaházat (2008), a Vodafone iroda-átalakítását (2014), illetve a Corvin sétányon álló C4-es irodaépületet (2017), Magyarország egyik legnagyobb informatikai és telekommunikációs kutatás-fejlesztési központját, és a Budai Várban a volt Karmelita kolostor felújításával és bővítésével kialakított Miniszterelnökség épületét.

### Lakóépületek
A lakóépületek közül a belvárosi Palazzo Dorottya 2004 – 2008 között megvalósult rekonstrukciója és átépítése jelentős projekt volt, mintegy 30 ezer négyzetméteren 85 lakást, irodákat és üzleteket alakítottak ki. A munkáért 2010-ben az iroda megkapta a CIJ Awards Hungary legjobb lakóépületnek járó díját.
A Gellérthegyen épült fel 2003–2006 között a Somlói úti Lakópark, 56 lakással, nyolcezer négyzetméter alapterülettel. A hegy délnyugati oldalán fekvő lakóparkba az általános trendtől eltérően szokatlanul nagy, egyes lakások esetén akár 3–3,9 méter belmagasságot is elérő lakásokat terveztek.

### Városfejlesztés
Zoboki Gábor a nagy léptékű építészeti feladatok megoldása során mindig egy nagyságrenddel nagyobb, városi léptékben is gondolkodik. Az elmúlt évtizedek alatt állami és önkormányzati felkérésre számos koncepciót készített Budapest egészének fejlesztésére, illetve különböző, urbanisztikailag kiemelt jelentőségű, kisebb területi egységek átfogó rendezésére.
Ezek a tervek és víziók a feladat összetettségénél fogva csak hosszú távon realizálódhatnak, mégis kiemelt jelentőségűek Zoboki Gábor életművében, és talán ezek tükrözik leghívebben átfogó építészeti szemléletét, és töretlen lelkesedését szűkebb pátriája, Budapest városi színvonalának és életminőségének emelésére.
A '90-es évek közepén Budapest történeti középső Belvárosának rendezési tervével alapozta meg a Városháza környezetének jelenlegi fejlesztési irányát. 2008-ban a Városháza területére is vonatkozó Budapest Szíve pályázaton az iroda terve kiemelt megvételt nyert. 2012-ben a ZDA a BFVT Kft.-vel együttműködve három ütemből álló koncepciót dolgozott ki a terület nagyarányú fejlesztések nélküli, ütemezetten és gazdaságosan megvalósítható rendezésére.
A Városháza környékének méltó rendezése, és a műemlék épület értelmes hasznosítása a mai napig várat magára, hasonlóan Budapest egyéb, kiemelten kezelendő területeihez. Zoboki Gábor a kezdetektől hangoztatja egy egységes Budapest fejlesztési koncepció szükségességét. 2008-ban „Kiáltvány Budapestért" címmel foglalta össze a kreatív várostervezésre vonatkozó gondolatait – a dokumentum a legnagyobb közéleti napilapban, a Népszabadságban, illetve a lokálpatrióta értelmiségieket tömörítő Budapest Kör vitafórumán került a nyilvánosság elé.
1999-ben a ZDA a Központi Állami Intézmények elhelyezéséről szóló sokkötetes tanulmányával mutatott egyértelmű irányt a kormányzati infrastruktúra átalakításának városrendezési, építészeti és alkotmányjogi elveihez. A 2014-ben készült, Budapest hosszú távú, 2014-től 2020ig tartó fejlesztési vízióját felvázoló 3 kötetes tanulmánya egy lépéssel tovább megy: célja annak segítése, hogy folyamatkövető hozzáállás helyett a Város kezdeményező módon hangolja össze a funkcionális és infrastrukturális kereteket a fejlesztési elképzelésekkel. Zoboki Gábor a szabályozás alapú várostervezéssel szemben a proaktív, projektalapú városfejlesztés elkötelezettje. Az építész szerint Budapest legnagyobb problémája, hogy hosszú ideje mérnökök tervezik, és ma már nem készítenek „bővérű, ötletekkel teli városterveket”, csak szabályoznak. Ars poeticája szerint „vissza kellene nyúlni ahhoz a pillanathoz, amikor még a körúton hajózható csatorna terve volt, amikor több park volt a városban, és a középületeket még nem szorították be a bérházak közé. A városnak kellene elérnie a Dunáig, nem pedig a közlekedésnek.”
Meggyőződése szerint a városrendezési és stratégia alkotási munkát a projektek összegyűjtésével és rendszer szintű kezelésével kell megalapozni. Ezért szorgalmazza egy – a valamikori Közmunkák Tanácsához hasonló – Budapest stratégiai szervezet felállítását, mely egyaránt figyelembe veszi a gazdaságossági és urbanisztikai szempontokat, és ezeket összehangolja a központi fejlesztési elképzelésekkel.
Zoboki Gábor a kormányzati intézmények elhelyezési javaslata mellett kiemelten foglalkozott a Budai Várnegyed stratégiai fejlesztésével (2010–12), illetve ehhez kapcsolódóan Budapest örökség-alapú múzeumi koncepciójának kialakításával (2014–15). Habár a józan kompromisszumok és pozitív megoldások feltétlen híve, adott esetben nem riad vissza a merész és konfrontatív kezdeményezéstől, ha azt szakmai meggyőződése indokolja. A budapesti múzeumi fejlesztések kapcsán egyértelműen foglalt állást, amikor – követve a Budapest stratégiai fejlesztéséről készített tanulmányokban rögzített elveit – 2015-ben a központi elképzelésekkel szemben a Magyar Nemzeti Galériát a Városliget helyett a Várba helyezte, vállalva a kizárást a meghívásos nemzetközi tervpályázatból
A stratégiai városfejlesztés elméleti alapjainak megteremtését célozzák a társával, Demeter Nórával 2009 óta rendszeresen szervezett nemzetközi urbanisztikai konferenciák, melyeket többek között a Heti Válasz című közéleti folyóirattal együttműködve hoztak létre. A Kreatív várostervezés (2009), a Városfejlesztés a Duna mentén (2010), a Budapest Új Dimenziói (2011) sorozat betetőzését jelentette a 2013-ban megrendezett BUDAPEST és a DUNA című városfejlesztési konferencia és workshop, ahol az ULI (Urban Land Institute) nemzetközi szakemberei reagáltak és adtak javaslatot Budapest aktuális urbanisztikai problémáira. A konferenciák írásban dokumentált anyaga a jövőben Budapest stratégiai fejlesztésének nélkülözhetetlen forrásait jelentheti.
A városi víziók sorában a praktikus stratégiai megfontolások mellett az olyan – a hazai építési gyakorlat pillanatnyi színvonala alapján utópisztikusnak tűnő – tervek is helyet kapnak, amelyek Zoboki Gábor kreatív alkotói vénáját bizonyítják. A Citadella és a Belváros között működő libegő (2013), az Albertfalva városközpontját Csepellel összekötő, köz és privát funkciókat is befogadó „lakóhíd" plasztikus kígyóteste (2008), vagy az Őrmezői Irodapark (2008) nemzetközi pályázaton megosztott első díjat nyert organikus tömegei a 21. századi Budapest merész előképei, melyek azonban futurisztikus megjelenésük ellenére sosem nélkülözik a műszaki realitást, és csak befektetői, illetve döntéshozói bátorságra várnak, hogy megszülessenek. A ZDA tervezte Etele téri intermodális csomópont megvalósulás felé tartó projektje egy lépés a korszerű Budapest víziója felé.

### Külföldre készült tervek
A városi léptékű problémamegoldás és a merészen vizionált jövőkép még karakteresebben jellemzi a ZDA külföldre készült terveit, melyek megvalósult példája Kínában Sencsen új városközpontja (2014). A kínai városi küldöttség a budapesti MÜPÁT meglátogatva döntött úgy, hogy új kulturális központjának készülő terveit Zoboki Gáborral átdolgoztatja. A hazai gyakorlattól eltérően a tervező team a feladatot nem csupán építészeti – mérnöki, hanem funkcionális és épülettechnikai tanulmányok sorozatával közelítette meg, rendkívüli energiát fektetve a programalkotásba. A tárgyalások során a városvezetést meggyőzte az átfogó szemlélet, és a sportközpontot, múzeumot és városi közteret is magában foglaló együttes egész koncepcióját, valamint a tér teljes építészeti – műszaki tervezését a ZDA irodára bízta. A kínai kollégák odaadó helyszíni munkájának, és a sokszoros helyszíni egyeztetésnek köszönhetően kiváló minőségben készült el az épületegyüttes, melyhez hasonló volumenű mérnöki alkotás Hudec László működése óta nem épült Ázsiában.
A sikeres projekt nyomán több kínai és orosz városba is készített az iroda városi léptékű terveket, a Müpa tapasztalatait hasznosítva, elsősorban kulturális funkciókkal ötvözve a gazdaságilag megtérülő ingatlanfejlesztést. A Csingfeng-tó és a Sárga-folyó körzetében, Dongying város új, 10 km hosszú folyóparti városközpontjának fejlesztési terve a hagyományos európai városépítészet tanulságaival felel a kínai városvezetés igényeire. (2010–11). Szintén Sencsen város Futian kerületébe készült az az öt különböző kulturális intézmény áttervezését és rekonstrukcióját magában foglaló projekt, mely meglévő épületeket definiál újra a funkciójuknak megfelelő módon úgy, hogy azok szoborszerű formálásukkal építészeti ikonjává válnak az általuk befogadott műfajnak (2013).
A Szentpétervári Művészetek Palotája a Vaszijlevszkij-sziget átfogó rendezésére kidolgozott koncepció központi eleme. (2009–2011). A lakó, iroda és szálloda elemeket, valamint egy nagy televízió-produkciós vállalatot magában foglaló, szinergikus működésű komplexum magja a multifunkcionális kulturális és konferencia központ az 1800 fős, különböző akusztikai környezetet biztosítani képes, változtatható kialakítású hangversenyteremmel. Korábban ugyancsak Oroszországba készült a budapesti Művészetek Palotájához hasonló, több funkcióval rendelkező kulturális központ tanulmányterve a szibériai Szurgut városa számára (2006).
Ő tervezte a 2025-ös oszakai világkiállítás magyar pavilonját.

## Galéria

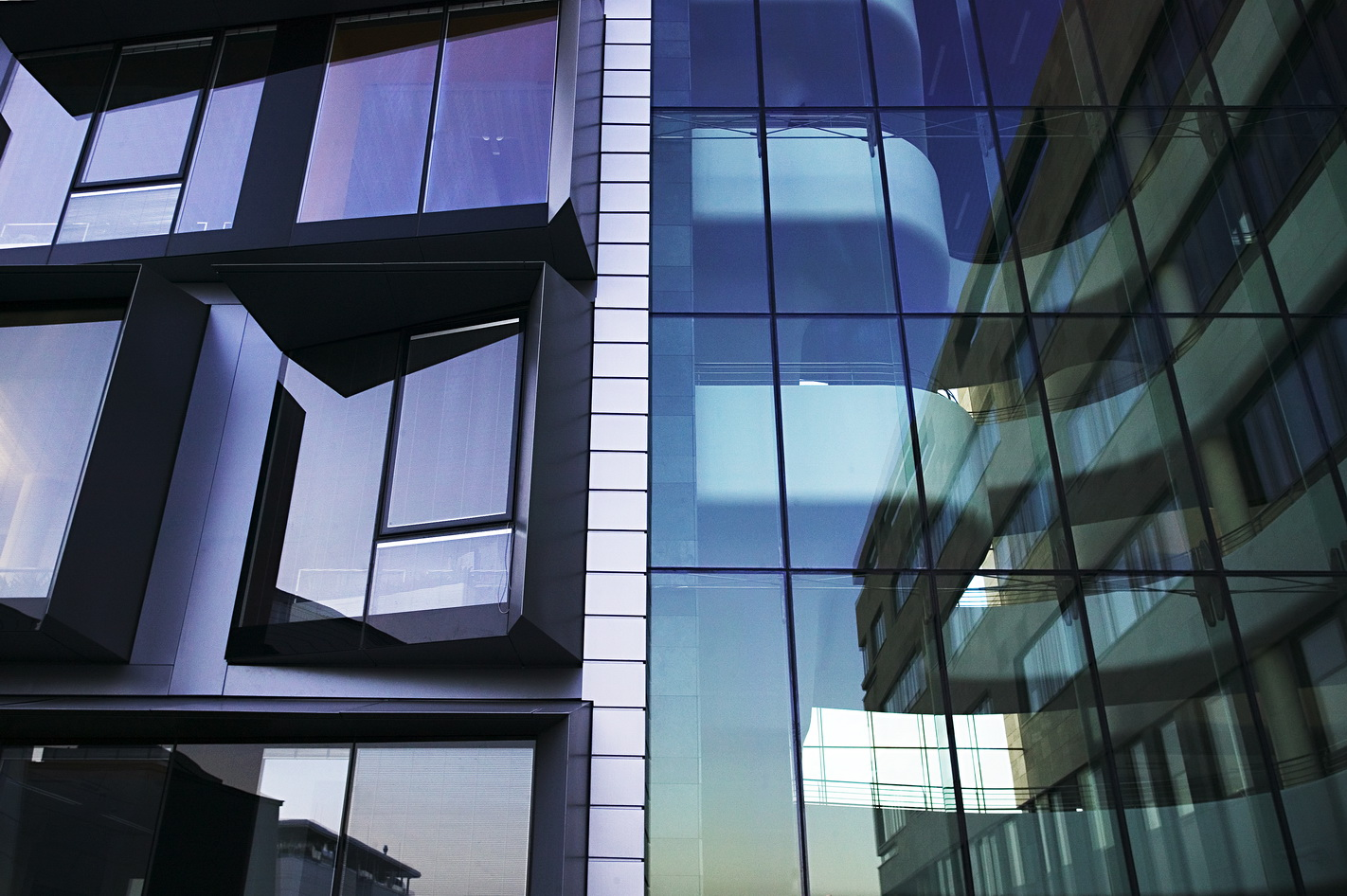
Richter Kémiai Kutatóközpont
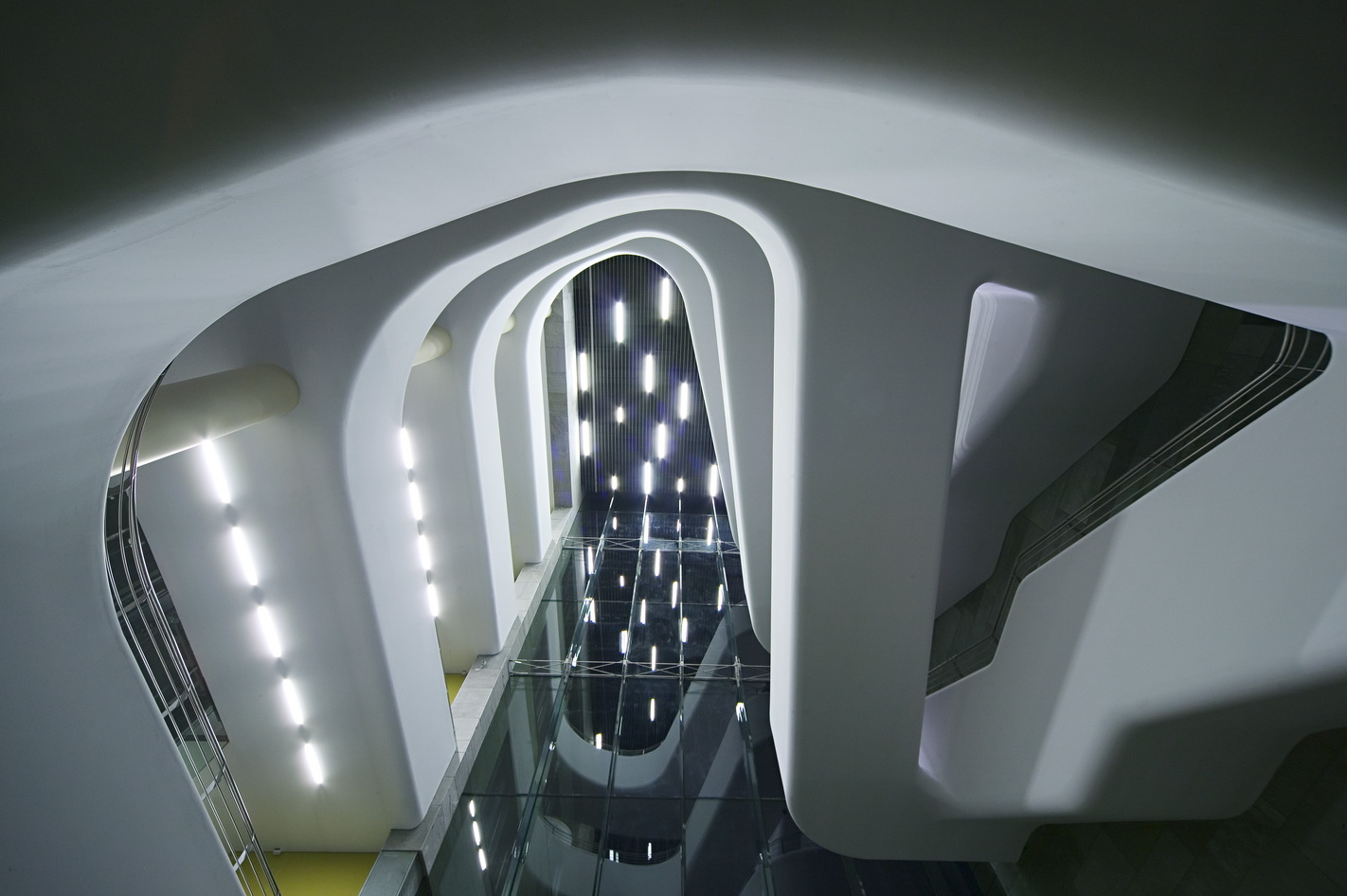
Richter Kémiai Kutatóközpont
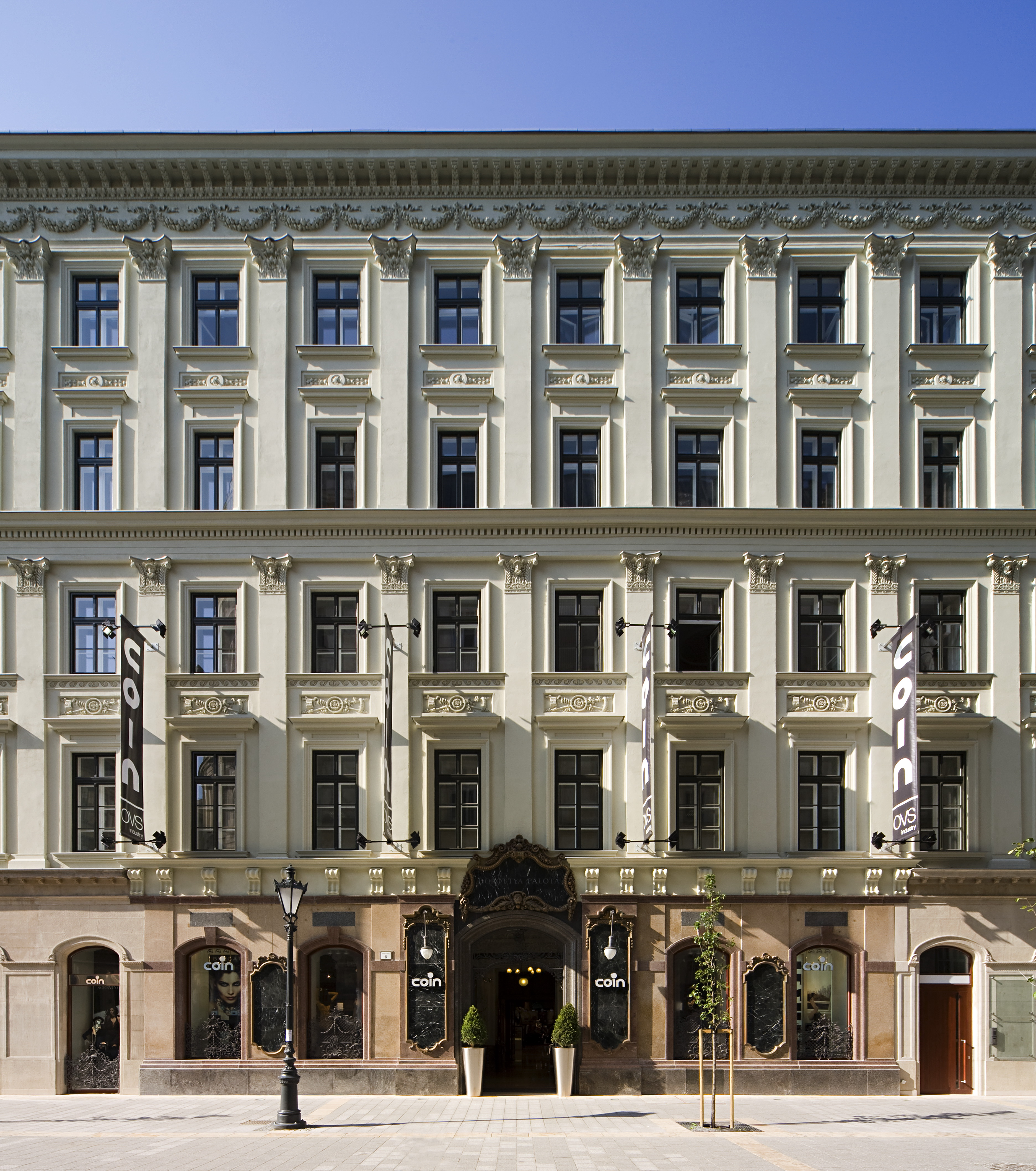
Palazzo Dorottya
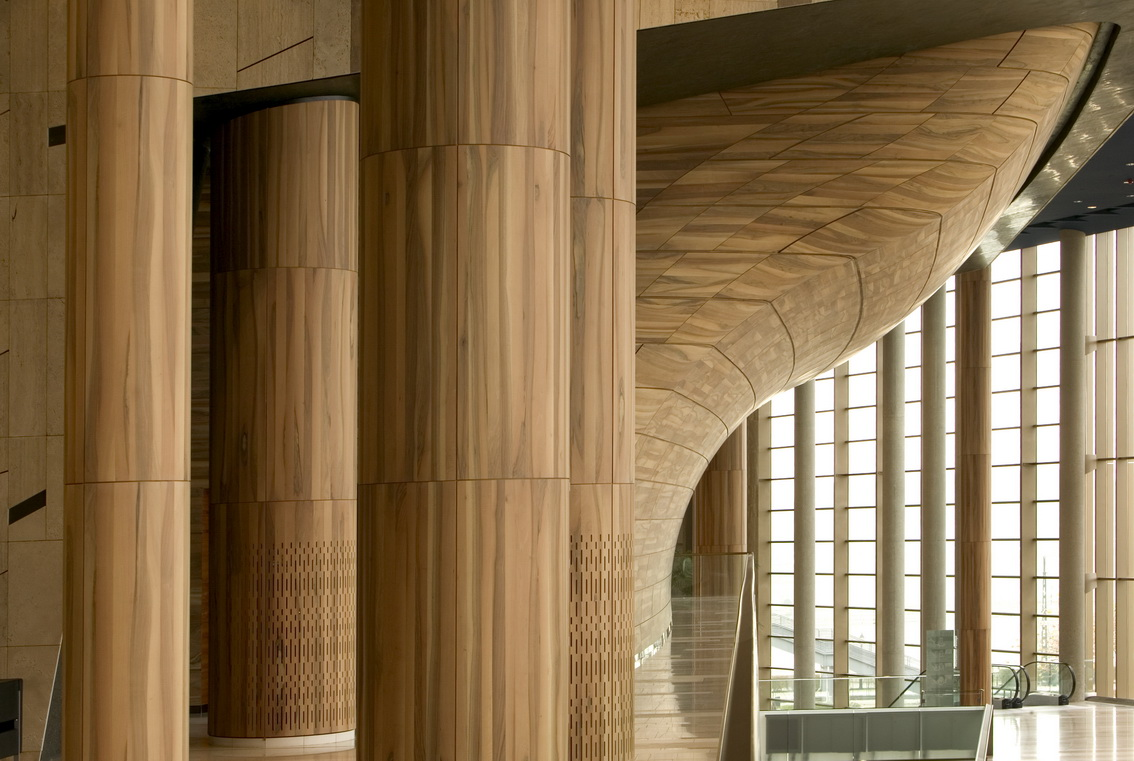
Művészetek Palotája

## Társasági, egyesületi tagságai
- Budapesti Építészkamara tagja (1997–)
- Magyar Építész Kamara tagja (1997–)
- Magyar Művészeti Akadémia rendes tagja (2013–)
- Magyar Építőművészek Szövetsége alelnöke (2016–)
- Turisztikai Tanácsadó Testület tagja (2017–)
- Amerikai Építészeti Szövetség (AIA) Európai Tagozatának tagja

## Díjai, elismerései
- Az év háza 1997 – a Fővárosi Önkormányzat különdíja (Testvérhegyi rezidencia, Budapest)
- Az év háza ’98 – a MÉK különdíja (Duna-parti villaépület, Budakalász)
- Év lakóháza díj – Silvester Csabával a budapesti Testvérhegyi lakóházért (2000)
- Magyar Köztársaság Érdemrend Lovagkeresztje (2005)
- Prima Primissima díj (2005)
- Pro Architectura díj – a Művészetek Palotájáért (2006)
- Style in the Business díj (2006)
- Budapestért díj – nemzetközileg is kimagasló építőművészeti tevékenységért (2007)
- Ybl Miklós-díj – magas színvonalú, sokrétű építészeti munkásságért (2008)
- Pro Architectura Újbuda – XI. kerületi kimagasló tervezői munkájáért (2009)
- Csonka Pál emlékérem – Gonda Ferenccel (Művészetek Palotája, Budapest – az építész-szerkezettervező páros közös díja) (2010)
- Pro Architectura díj – megosztva Oláh Évával és Tóth Zoltánnal (Richter Kémiai Kutatóközpont, Budapest) (2011)
- Prima Primissima díj – Jubileumi Primissima Díj kategóriában (2012)
- FIABCI Diploma – elismerés a programban való sikeres részvételért (2012)
- Kossuth-díj (2022)[15]
- Budapest díszpolgára (2024)[16]

### A ZDA – Zoboki Építésziroda alkotóközösségének díjai
- Nemzeti Kulturális Örökség Minisztériuma dicsérő oklevele, 2005 (Művészetek Palotája, Budapest)
- CIJ Awards Hungary, 2005 (Best Overall Development – Művészetek Palotája, Budapest)
- CIJ Awards Hungary, 2006 (Best Office Development – Center Point 2, Budapest)
- Bangkok, 2006 (Művészetek Palotája, Budapest)
- Superbrands díj, 2007 (Művészetek Palotája, Budapest)
- Budapest Építészeti Nívódíja, 2008 (Richter Gedeon Zrt. Kémiai Kutatóépület, Budapest)
- FIABCI Hungary, a Magyar Ingatlanszövetség Különdíja, 2009 (Richter Gedeon Zrt. Kémiai Kutatóépület, Budapest)
- Építőipari Nívódíj, 2010 (Pannon GSM – Telenor Irodaépület, Törökbálint)
- CIJ Awards Hungary, 2010 (Architectural Firm of the Year)
- CIJ Awards Hungary, 2010 (Best Residential Development – Palazzo Dorottya, Budapest)
- FIABCI Prix d’Excellence, Ipari létesítmények kategória, Fődíj, Bali, 2010 (Richter Gedeon Zrt. Kémiai Kutatóépület, Budapest)
- Pro Architectura díj, 2011 – Oláh Éva, Tóth Zoltán, Zoboki Gábor megosztva (Richter Kémiai Kutatóközpont, Budapest)
- FIABCI Hungary, Irodaház kategória, Fődíj, 2011 (Pannon GSM – Telenor Irodaépület, Törökbálint)
- FIABCI Prix d’Excellence, Irodaház kategória, Szentpétervár, 2012 (Pannon GSM – Telenor Irodaépület, Törökbálint)
- FIABCI Diploma, 2012 (Diploma of Recognition to Zoboki-Demeter és Társai Építésziroda for his most successful participation)
- FIABCI Prix d’Excellence, Közcélú létesítmények kategória, Fődíj